# Cinquième circonscription des Bouches-du-Rhône
La cinquième circonscription des Bouches-du-Rhône est l'une des 16 circonscriptions législatives que compte le département français des Bouches-du-Rhône (13), situé en région Provence-Alpes-Côte d'Azur.
Elle est située dans la ville de Marseille, couvrant actuellement son 4e arrondissement, ainsi qu'une partie de ses 5e et 6e arrondissements. Elle est représentée à l'Assemblée nationale lors de la XVII° législature de la Cinquième République par Hendrik Davi, député de Gauche écosocialiste.

## Description géographique et démographique

### De 1958 à 1986
La cinquième circonscription des Bouches-du-Rhône était composée de :
- le 5e arrondissement de Marseille ;
- le 10e arrondissement de Marseille ;

### De 1988 à 2010
La cinquième circonscription des Bouches-du-Rhône était composée de :
- le 5e arrondissement de Marseille;
- partie du 6e arrondissement non comprise dans la 2e circonscription ;
- partie du 10e arrondissement située à l'Ouest d'une ligne définie par l'axe des voies ci-après : chemin de Pont-de-Vivaux à Saint-Tronc (à partir de la limite du 9e arrondissement municipal), chemin de Saint-Loup à Saint-Tronc, voie de ce chemin à l'avenue Florian et avenue Florian (jusqu'à la limite du 11e arrondissement municipal).

### Depuis 2010
La cinquième circonscription des Bouches-du-Rhône regroupe les quartiers résidentiels situés au centre-sud la ville de Marseille. Circonscription entièrement urbaine, elle regroupe les cantons suivant : 
- Canton de Marseille-La Capelette
- Canton de Marseille-Le Camas
- Canton de Marseille-Notre-Dame-du-Mont

D'après le recensement général de la population en 2013 par l'INSEE, la population totale de cette circonscription s'élevait à 121 152 habitants.
À la suite du redécoupage des circonscriptions législatives françaises de 2010, la circonscription comprend :
- le 4e arrondissement
- la partie du 5e arrondissement située à l'ouest d'une ligne définie depuis la limite du 4e arrondissement, par l'axe des voies ci-après : rue du Progrès, rue Benoît-Malon, rue Vitalis, rue Saint-Pierre jusqu'à la limite du 6e arrondissement
- la partie du 6e arrondissement non comprise dans la 4e circonscription, située à l'est d'une ligne définie par l'axe des voies ci-après, à partir de la limite du 1erarrondissement : rue de Rome, boulevard Louis-Salvator, rue des Bergers, rue de Lodi, boulevard Baille, jusqu'à la limite du 5e arrondissement.

## Historique des résultats
| Législature | Début de mandat | Fin de mandat   | Député                 | Parti politique | Observations |
| ----------- | --------------- | --------------- | ---------------------- | --------------- | --- |
| Ire         | 9 décembre 1958 | 9 octobre 1962  | Francis Ripert         | CNIP            | Mandat écourté à la suite d'une dissolution parlementaire décidée par Charles de Gaulle. |
| IIe         | 6 décembre 1962 | 2 avril 1967    | Pierre Doize           | PCF             | |
| IIIe        | 3 avril 1967    | 30 mai 1968     | Pierre Doize           | PCF             | Mandat écourté à la suite d'une dissolution parlementaire décidée par Charles de Gaulle. |
| IVe         | 11 juillet 1968 | 1er avril 1973  | Robert Gardeil         | RI              | |
| Ve          | 2 avril 1973    | 2 avril 1978    | Georges Lazzarino      | PCF             | |
| VIe         | 3 avril 1978    | 22 mai 1981     | Georges Lazzarino      | PCF             | Mandat écourté à la suite d'une dissolution parlementaire décidée par François Mitterrand. |
| VIIe        | 2 juillet 1981  | 1er avril 1986  | René Olmeta            | PS              | |
| VIIIe       | 2 avril 1986    | 14 mai 1988     | Aucun                  | Aucun           | Proportionnelle par département, pas de député par circonscription. Mandat écourté à la suite d'une dissolution parlementaire décidée par François Mitterrand.                                 |
| IXe         | 23 juin 1988    | 1er avril 1993  | Janine Écochard        | PS              | |
| Xe          | 2 avril 1993    | 21 avril 1997   | Renaud Muselier        | RPR             | Mandat écourté à la suite d'une dissolution parlementaire décidée par Jacques Chirac. |
| XIe         | 12 juin 1997    | 18 juin 2002    | Renaud Muselier        | RPR             | |
| XIIe        | 19 juin 2002    | 17 juillet 2002 | Renaud Muselier        | UMP             | Remplacé par son suppléant, Bruno Gilles, à partir du 17 juillet 2002 consécutivement à sa participation au gouvernement Raffarin.                                                             |
| XIIe        | 17 juillet 2002 | 19 juin 2007    | Bruno Gilles           | UMP             | Remplacé par son suppléant, Bruno Gilles, à partir du 17 juillet 2002 consécutivement à sa participation au gouvernement Raffarin.                                                             |
| XIIIe       | 20 juin 2007    | 19 juin 2012    | Renaud Muselier        | UMP             | Adjoint au maire de Marseille |
| XIVe        | 17 juin 2012    | 22 juillet 2012 | Marie-Arlette Carlotti | PS              | Remplacée par son suppléant, Avi Assouly, du 22 juillet 2012 au 2 mai 2014 pendant ses fonctions au sein du gouvernement Ayrault. Conseillère générale du canton de Marseille-Les Cinq-Avenues |
| XIVe        | 22 juillet 2012 | 2 mai 2014      | Avi Assouly            | PS              | Remplacée par son suppléant, Avi Assouly, du 22 juillet 2012 au 2 mai 2014 pendant ses fonctions au sein du gouvernement Ayrault. Conseillère générale du canton de Marseille-Les Cinq-Avenues |
| XIVe        | 2 mai 2014      | 20 juin 2017    | Marie-Arlette Carlotti | PS              | Remplacée par son suppléant, Avi Assouly, du 22 juillet 2012 au 2 mai 2014 pendant ses fonctions au sein du gouvernement Ayrault. Conseillère générale du canton de Marseille-Les Cinq-Avenues |
| XVe         | 21 juin 2017    | 21 juin 2022    | Cathy Racon-Bouzon     | LREM            | |
| XVIe        | 22 juin 2022    | 9 juin 2024     | Hendrik Davi           | LFI-NUPES       | Mandat écourté à la suite d'une dissolution parlementaire décidée par Emmanuel Macron. |
| XVIIe       | 8 juillet 2024  | En cours        | Hendrik Davi           | L'Après         | |

## Historique des élections

### Élections de 1958
| Candidat       | Candidat           | Parti          | Premier tour | Premier tour | Second tour | Second tour |  |
| Candidat       | Candidat           | Parti          | Voix         | %            | Voix        | %           |  |
| -------------- | ------------------ | -------------- | ------------ | ------------ | ----------- | ----------- |  |
|                | Marius Massias     | SFIO           | 11 329       | 30,78        | 12 761      | 32,88       |  |
|                | Francis Ripert élu | CNIP           | 10 390       | 28,23        | 15 375      | 39,61       |  |
|                | Yvonne Estachy     | PCF            | 9 980        | 27,12        | 10 678      | 27,51       |  |
|                | Alexandre Chazeaux | MRP            | 3 286        | 8,93         | Retrait     | Retrait     |  |
|                | Louis Massonnat    | Radcent        | 1 103        | 3            |             |             |  |
|                | Félix Michel       | UFF            | 713          | 1,94         |             |             |  |
|                |                    |                |              |              |             |             |  |
| Inscrits       | Inscrits           | Inscrits       | 53 292       | 100,00       | 53 719      | 100,00      |  |
| Abstentions    | Abstentions        | Abstentions    | 15 465       | 29,02        | 14 169      | 26,38       |  |
| Votants        | Votants            | Votants        | 37 827       | 70,98        | 39 550      | 73,62       |  |
| Blancs et nuls | Blancs et nuls     | Blancs et nuls | 1 026        | 2,71         | 736         | 1,86        |  |
| Exprimés       | Exprimés           | Exprimés       | 36 801       | 97,29        | 38 814      | 98,14       |  |

Le suppléant de Francis Ripert était Jean Chiappe, avocat, conseiller municipal de Marseille.

### Élections de 1962
| Candidat       | Candidat               | Parti          | Premier tour | Premier tour | Second tour | Second tour |  |
| Candidat       | Candidat               | Parti          | Voix         | %            | Voix        | %           |  |
| -------------- | ---------------------- | -------------- | ------------ | ------------ | ----------- | ----------- |  |
|                | Pierre Doize élu       | PCF            | 10 089       | 31,66        | 17 823      | 53,21       |  |
|                | Maurice Gastal         | UNR-UDT        | 7 151        | 22,44        | 15 655      | 46,73       |  |
|                | Charles-Émile Loo      | SFIO           | 6 649        | 20,86        | 20          | 0,06        |  |
|                | Francis Ripert sortant | CNIP           | 5 423        | 17,02        | Retrait     | Retrait     |  |
|                | Alexandre Chazeaux     | MRP            | 1 573        | 4,94         |             |             |  |
|                | Henry Moreau           | Extrême droite | 983          | 3,08         |             |             |  |
|                |                        |                |              |              |             |             |  |
| Inscrits       | Inscrits               | Inscrits       | 54 101       | 100,00       | 53 814      | 100,00      |  |
| Abstentions    | Abstentions            | Abstentions    | 21 454       | 39,66        | 17 945      | 33,35       |  |
| Votants        | Votants                | Votants        | 32 647       | 60,34        | 35 869      | 66,65       |  |
| Blancs et nuls | Blancs et nuls         | Blancs et nuls | 779          | 2,39         | 2 371       | 6,61        |  |
| Exprimés       | Exprimés               | Exprimés       | 31 868       | 97,61        | 33 498      | 93,39       |  |

La suppléante de Pierre Doize était Yvonne Estachy, tricoteuse, ancien député, conseillère municipale de Marseille.

### Élections de 1967
| Candidat       | Candidat                   | Parti                     | Premier tour | Premier tour | Second tour | Second tour |  |
| Candidat       | Candidat                   | Parti                     | Voix         | %            | Voix        | %           |  |
| -------------- | -------------------------- | ------------------------- | ------------ | ------------ | ----------- | ----------- |  |
|                | Pierre Doize sortant réélu | PCF                       | 12 566       | 31,35        | 21 547      | 56,49       |  |
|                | Robert Gardeil             | UD-Ve                     | 9 564        | 23,86        | 16 598      | 43,51       |  |
|                | Irma Rapuzzi               | SFIO (FGDS)               | 7 825        | 19,52        | Retrait     | Retrait     |  |
|                | Marius Massias             | Extrême gauche            | 3 594        | 8,97         |             |             |  |
|                | Jean-Paul Lacassin         | CD (PDM)                  | 2 934        | 7,32         |             |             |  |
|                | Ronald Perdomo             | ARLP                      | 2 094        | 5,22         |             |             |  |
|                | Charles Montaldi           | Divers droite (Gaulliste) | 1 503        | 3,75         |             |             |  |
|                |                            |                           |              |              |             |             |  |
| Inscrits       | Inscrits                   | Inscrits                  | 57 225       | 100,00       | 57 221      | 100,00      |  |
| Abstentions    | Abstentions                | Abstentions               | 16 226       | 28,35        | 16 885      | 29,51       |  |
| Votants        | Votants                    | Votants                   | 40 999       | 71,65        | 40 336      | 70,49       |  |
| Blancs et nuls | Blancs et nuls             | Blancs et nuls            | 919          | 2,24         | 2 191       | 5,43        |  |
| Exprimés       | Exprimés                   | Exprimés                  | 40 080       | 97,76        | 38 145      | 94,57       |  |

La suppléante de Pierre Doize était Yvonne Estachy.

### Élections de 1968
| Candidat       | Candidat             | Parti          | Premier tour | Premier tour | Second tour | Second tour |  |
| Candidat       | Candidat             | Parti          | Voix         | %            | Voix        | %           |  |
| -------------- | -------------------- | -------------- | ------------ | ------------ | ----------- | ----------- |  |
|                | Robert Gardeil élu   | RI (URP)       | 14 466       | 37,11        | 20 011      | 53,3        |  |
|                | Pierre Doize sortant | PCF            | 11 427       | 29,32        | 17 535      | 46,7        |  |
|                | Robert Vigouroux     | SFIO (FGDS)    | 7 338        | 18,83        | Retrait     | Retrait     |  |
|                | Jean Chiappe         | CNIP           | 4 194        | 10,76        |             |             |  |
|                | André Astier         | PSU            | 1 118        | 2,87         |             |             |  |
|                | Achille Galli        | Rad            | 437          | 1,12         |             |             |  |
|                |                      |                |              |              |             |             |  |
| Inscrits       | Inscrits             | Inscrits       | 55 891       | 100,00       | 55 891      | 100,00      |  |
| Abstentions    | Abstentions          | Abstentions    | 16 373       | 29,29        | 16 794      | 30,05       |  |
| Votants        | Votants              | Votants        | 39 518       | 70,71        | 39 097      | 69,95       |  |
| Blancs et nuls | Blancs et nuls       | Blancs et nuls | 538          | 1,36         | 1 551       | 3,97        |  |
| Exprimés       | Exprimés             | Exprimés       | 38 980       | 98,64        | 37 546      | 96,03       |  |

Le suppléant de Robert Gardeil était Georges Hébert, commerçant.

### Élections de 1973
| Candidat       | Candidat               | Parti          | Premier tour | Premier tour | Second tour | Second tour |  |
| Candidat       | Candidat               | Parti          | Voix         | %            | Voix        | %           |  |
| -------------- | ---------------------- | -------------- | ------------ | ------------ | ----------- | ----------- |  |
|                | Georges Lazzarino élu  | PCF            | 12 742       | 31,17        | 22 229      | 54,35       |  |
|                | Marius Massias         | PS (UGSD)      | 10 309       | 25,22        | Retrait     | Retrait     |  |
|                | Robert Gardeil sortant | RI (URP)       | 10 115       | 24,74        | 18 669      | 45,65       |  |
|                | Éliane Perasso         | MR             | 3 748        | 9,17         |             |             |  |
|                | Marcel Leclerc         | Divers droite  | 2 075        | 5,08         |             |             |  |
|                | Henry Moreau           | FN             | 1 334        | 3,26         |             |             |  |
|                | Christine Diebolt      | LO             | 556          | 1,36         |             |             |  |
|                |                        |                |              |              |             |             |  |
| Inscrits       | Inscrits               | Inscrits       | 57 816       | 100,00       | 57 815      | 100,00      |  |
| Abstentions    | Abstentions            | Abstentions    | 16 154       | 27,94        | 15 060      | 26,05       |  |
| Votants        | Votants                | Votants        | 41 662       | 72,06        | 42 755      | 73,95       |  |
| Blancs et nuls | Blancs et nuls         | Blancs et nuls | 783          | 1,88         | 1 857       | 4,34        |  |
| Exprimés       | Exprimés               | Exprimés       | 40 879       | 98,12        | 40 898      | 95,66       |  |

Le suppléant de Georges Lazzarino était Paul (Gino) Biaggini, technicien, conseiller général du canton de Marseille-XI.

### Élections de 1978
| Candidat       | Candidat                        | Parti          | Premier tour | Premier tour | Second tour | Second tour |  |
| Candidat       | Candidat                        | Parti          | Voix         | %            | Voix        | %           |  |
| -------------- | ------------------------------- | -------------- | ------------ | ------------ | ----------- | ----------- |  |
|                | Georges Lazzarino sortant réélu | PCF            | 14 937       | 32,59        | 25 347      | 53,78       |  |
|                | Robert Gardeil                  | UDF (PR)       | 11 021       | 24,04        | 21 788      | 46,22       |  |
|                | Michel Pepratx                  | MRG            | 10 009       | 21,84        |             |             |  |
|                | Jean-Claude Brun                | RPR            | 5 520        | 12,04        |             |             |  |
|                | Jean Reynaud                    | Écologie 78    | 2 118        | 4,62         |             |             |  |
|                | Pierre Marandat                 | PFN            | 627          | 1,37         |             |             |  |
|                | Gérard Kappé                    | MDD            | 428          | 0,94         |             |             |  |
|                | Jean-Pierre Fouque              | Extrême droite | 412          | 0,9          |             |             |  |
|                | Monique Ratte                   | LO             | 401          | 0,87         |             |             |  |
|                | Élisabeth Richier               | LCR            | 364          | 0,79         |             |             |  |
|                |                                 |                |              |              |             |             |  |
| Inscrits       | Inscrits                        | Inscrits       | 62 062       | 100,00       | 62 062      | 100,00      |  |
| Abstentions    | Abstentions                     | Abstentions    | 15 534       | 25,03        | 13 478      | 21,72       |  |
| Votants        | Votants                         | Votants        | 46 528       | 74,97        | 48 584      | 78,28       |  |
| Blancs et nuls | Blancs et nuls                  | Blancs et nuls | 691          | 1,49         | 1 449       | 2,98        |  |
| Exprimés       | Exprimés                        | Exprimés       | 45 837       | 98,51        | 47 135      | 97,02       |  |

La suppléante de Georges Lazzarino était Pierrette Lepizzera.

### Élections de 1981
| Candidat           | Candidat                  | Parti          | Premier tour | Premier tour | Second tour | Second tour |  |
| Candidat           | Candidat                  | Parti          | Voix         | %            | Voix        | %           |  |
| ------------------ | ------------------------- | -------------- | ------------ | ------------ | ----------- | ----------- |  |
|                    | René Olmeta élu           | PS             | 12 899       | 34,63        | 24 012      | 61,91       |  |
|                    | Robert Gardeil            | UDF (PR)       | 11 914       | 32,00        | 14 771      | 38,09       |  |
|                    | Georges Lazzarino sortant | PCF            | 10 689       | 28,71        | Retrait     | Retrait     |  |
|                    | Jany Saussol              | MÉP            | 745          | 2,00         |             |             |  |
|                    | Jean-Pierre Martin        | FN             | 533          | 1,43         |             |             |  |
|                    | Françoise Clément         | LO             | 293          | 0,79         |             |             |  |
|                    | Andrée Attanasio          | Divers droite  | 136          | 0,37         |             |             |  |
|                    | Lucien Andreani           | MDD            | 38           | 0,08         |             |             |  |
|                    |                           |                |              |              |             |             |  |
| Inscrits           | Inscrits                  | Inscrits       | 62 189       | 100,00       | 62 189      | 100,00      |  |
| Abstentions        | Abstentions               | Abstentions    | 24 546       | 39,47        | 23 011      | 37          |  |
| Votants            | Votants                   | Votants        | 37 643       | 60,53        | 39 178      | 63          |  |
| Blancs et nuls     | Blancs et nuls            | Blancs et nuls | 396          | 1,05         | 395         | 1,01        |  |
| Exprimés           | Exprimés                  | Exprimés       | 37 247       | 98,95        | 38 783      | 98,99       |  |
| Source : Data.gouv |                           |                |              |              |             |             |  |

La suppléante de René Olmeta était Simone Gallix, pharmacienne.

### Élections de 1988
| Candidat           | Candidat             | Parti          | Premier tour | Premier tour | Second tour | Second tour |  |
| Candidat           | Candidat             | Parti          | Voix         | %            | Voix        | %           |  |
| ------------------ | -------------------- | -------------- | ------------ | ------------ | ----------- | ----------- |  |
|                    | Janine Écochard élue | PS             | 9 019        | 26,00        | 19 360      | 51,39       |  |
|                    | Gabriel Domenech     | FN             | 9 367        | 27,01        | 18 315      | 48,61       |  |
|                    | Maurice Toga         | RPR (URC)      | 9 148        | 26,38        | Retrait     | Retrait     |  |
|                    | Paul Biaggini        | PCF            | 5 092        | 14,68        |             |             |  |
|                    | Hyacinthe Santoni    | diss. RPR      | 1 188        | 3,43         |             |             |  |
|                    | Serge Nicolau        | Les Verts      | 851          | 2,45         |             |             |  |
|                    | Jean Canavesio       | CNIP           | 19           | 0,05         |             |             |  |
|                    |                      |                |              |              |             |             |  |
| Inscrits           | Inscrits             | Inscrits       | 57 283       | 100,00       | 57 284      | 100,00      |  |
| Abstentions        | Abstentions          | Abstentions    | 22 113       | 38,6         | 18 047      | 31,5        |  |
| Votants            | Votants              | Votants        | 35 170       | 61,4         | 39 237      | 68,5        |  |
| Blancs et nuls     | Blancs et nuls       | Blancs et nuls | 486          | 1,38         | 1 562       | 3,98        |  |
| Exprimés           | Exprimés             | Exprimés       | 34 684       | 98,62        | 37 675      | 96,02       |  |
| Source : Data.gouv |                      |                |              |              |             |             |  |

Le suppléant de Janine Écochard était Antoine Scelzo, dirigeant sportif.

### Élections de 1993
| Candidat                                              | Candidat                 | Parti             | Premier tour | Premier tour | Second tour | Second tour |  |
| Candidat                                              | Candidat                 | Parti             | Voix         | %            | Voix        | %           |  |
| ----------------------------------------------------- | ------------------------ | ----------------- | ------------ | ------------ | ----------- | ----------- |  |
|                                                       | Renaud Muselier élu      | RPR (UPF)         | 10 613       | 34,35        | 16 762      | 67,32       |  |
|                                                       | Ronald Perdomo           | FN                | 6 973        | 24,56        | 8 136       | 32,68       |  |
|                                                       | Janine Écochard sortante | PS (ADFP)         | 4 020        | 13,65        |             |             |  |
|                                                       | Paul Biaggini            | PCF               | 3 486        | 11,84        |             |             |  |
|                                                       | Armand Touati            | GÉ (EÉ)           | 2 136        | 7,25         |             |             |  |
|                                                       | Denis Garnier            | LT-LNÉ            | 869          | 2,95         |             |             |  |
|                                                       | Robert Condrieux         | Divers droite     | 524          | 1,78         |             |             |  |
|                                                       | Jean-Jacques Bertrand    | LCR               | 296          | 1,01         |             |             |  |
|                                                       | Catherine Jacoby         | Divers écologiste | 171          | 0,58         |             |             |  |
|                                                       | Lucien Andréani          | MDD               | 145          | 0,49         |             |             |  |
|                                                       | Laurence Ferricelli-Joba | AP                | 98           | 0,33         |             |             |  |
|                                                       | Paul Sinibaldi           | Divers droite     | 73           | 0,25         |             |             |  |
|                                                       | Denis Haimard            | Divers (PLN)      | 40           | 0,14         |             |             |  |
|                                                       |                          |                   |              |              |             |             |  |
| Inscrits                                              | Inscrits                 | Inscrits          | 53 293       | 100,00       | 52 893      | 100,00      |  |
| Abstentions                                           | Abstentions              | Abstentions       | 22 802       | 42,79        | 24 408      | 46,15       |  |
| Votants                                               | Votants                  | Votants           | 30 491       | 57,21        | 28 485      | 53,85       |  |
| Blancs et nuls                                        | Blancs et nuls           | Blancs et nuls    | 1 047        | 3,43         | 3 587       | 12,59       |  |
| Exprimés                                              | Exprimés                 | Exprimés          | 29 444       | 96,57        | 24 898      | 87,41       |  |
| Source : Data.gouv et Le Monde des 23 et 30 mars 1993 |                          |                   |              |              |             |             |  |

Le suppléant de Renaud Muselier était Robert Villani, chirurgien, conseiller général, conseiller municipal de Marseille.

### Élections de 1997
| Candidat       | Candidat                      | Parti             | Premier tour | Premier tour | Second tour | Second tour |  |
| Candidat       | Candidat                      | Parti             | Voix         | %            | Voix        | %           |  |
| -------------- | ----------------------------- | ----------------- | ------------ | ------------ | ----------- | ----------- |  |
|                | Renaud Muselier sortant réélu | RPR               | 8 677        | 30,81        | 13 433      | 41,76       |  |
|                | Marie-Odile Raye              | FN                | 6 692        | 23,76        | 5 655       | 17,58       |  |
|                | René Olmeta                   | PS                | 6 378        | 22,65        | 13 079      | 40,66       |  |
|                | Marie-Yves Ledret             | PCF               | 3 099        | 11           |             |             |  |
|                | Yann Guenoun                  | GÉ                | 430          | 1,53         |             |             |  |
|                | Richard Olmeta                | Divers gauche     | 416          | 1,48         |             |             |  |
|                | Olivier Zbinden               | MPF (LDI)         | 367          | 1,3          |             |             |  |
|                | Michel Ben Haim               | Sans étiquette    | 312          | 1,11         |             |             |  |
|                | Denis Garnier                 | LT-LNÉ            | 297          | 1,05         |             |             |  |
|                | Myriam Quatrini               | MDC               | 276          | 0,98         |             |             |  |
|                | Christophe Madrolle           | Divers écologiste | 258          | 0,92         |             |             |  |
|                | Carole Brouwers               | LCR               | 246          | 0,87         |             |             |  |
|                | Corinne Raynaud               | PT                | 223          | 0,79         |             |             |  |
|                | Catherine Jacoby              | Divers écologiste | 146          | 0,52         |             |             |  |
|                | Éric Bouille                  | Divers gauche     | 125          | 0,44         |             |             |  |
|                | Élisabeth Moser               | MÉI               | 97           | 0,34         |             |             |  |
|                | Marguerite Torres             | IR                | 81           | 0,29         |             |             |  |
|                | Sylvie Bourely                | PLN               | 24           | 0,09         |             |             |  |
|                | Gilbert Suzzi                 | Divers gauche     | 19           | 0,07         |             |             |  |
|                | Alain Blayo                   | Sans étiquette    | 0            | 0            |             |             |  |
|                |                               |                   |              |              |             |             |  |
| Inscrits       | Inscrits                      | Inscrits          | 47 446       | 100,00       | 47 446      | 100,00      |  |
| Abstentions    | Abstentions                   | Abstentions       | 18 441       | 38,87        | 14 551      | 30,67       |  |
| Votants        | Votants                       | Votants           | 29 005       | 61,13        | 32 895      | 69,33       |  |
| Blancs et nuls | Blancs et nuls                | Blancs et nuls    | 842          | 2,9          | 728         | 2,21        |  |
| Exprimés       | Exprimés                      | Exprimés          | 28 163       | 97,1         | 32 167      | 97,79       |  |

Le suppléant de Renaud Muselier était Robert Villani.

### Élections de 2002
| Candidat       | Candidat                      | Parti             | Premier tour | Premier tour | Second tour | Second tour |  |
| Candidat       | Candidat                      | Parti             | Voix         | %            | Voix        | %           |  |
| -------------- | ----------------------------- | ----------------- | ------------ | ------------ | ----------- | ----------- |  |
|                | Renaud Muselier sortant réélu | UMP               | 12 745       | 42,82        | 17 095      | 75,54       |  |
|                | Marie-Odile Raye              | FN                | 5 399        | 18,14        | 5 534       | 24,46       |  |
|                | Jean-Luc Bennahmias           | Les Verts         | 5 050        | 16,97        |             |             |  |
|                | David Gomes                   | Divers gauche     | 1 795        | 6,03         |             |             |  |
|                | Marie-Yves Le Dret            | PCF               | 1 604        | 5,39         |             |             |  |
|                | Alain Malfatti                | LO                | 585          | 1,97         |             |             |  |
|                | Jeanine Marra                 | MNR               | 560          | 1,88         |             |             |  |
|                | Alain de Gantes               | Pôle républicain  | 400          | 1,34         |             |             |  |
|                | Jean Frizzi                   | LT-LNÉ            | 311          | 1,04         |             |             |  |
|                | Guy Dubost                    | LO                | 247          | 0,83         |             |             |  |
|                | Jean-Marc Gaudin              | Divers écologiste | 219          | 0,74         |             |             |  |
|                | Roger Fouque                  | RPF               | 212          | 0,71         |             |             |  |
|                | Servane Adam                  | Divers            | 168          | 0,56         |             |             |  |
|                | Catherine Jacoby              | Divers écologiste | 143          | 0,48         |             |             |  |
|                | Nicolas Revol                 | MPF               | 130          | 0,44         |             |             |  |
|                | Yann Guenoun                  | GÉ                | 100          | 0,34         |             |             |  |
|                | Francine Mifsud               | MÉI               | 95           | 0,32         |             |             |  |
|                | Janine Écochard               | PS                | 0            | 0            |             |             |  |
|                | Joseph Musso                  | UDF               | 0            | 0            |             |             |  |
|                |                               |                   |              |              |             |             |  |
| Inscrits       | Inscrits                      | Inscrits          | 47 853       | 100,00       | 47 847      | 100,00      |  |
| Abstentions    | Abstentions                   | Abstentions       | 17 647       | 36,88        | 22 919      | 47,9        |  |
| Votants        | Votants                       | Votants           | 30 206       | 63,12        | 24 928      | 52,1        |  |
| Blancs et nuls | Blancs et nuls                | Blancs et nuls    | 443          | 1,47         | 2 299       | 9,22        |  |
| Exprimés       | Exprimés                      | Exprimés          | 29 763       | 98,53        | 22 629      | 90,78       |  |

Le suppléant de Renaud Muselier était Bruno Gilles, attaché de direction. Bruno Gilles remplaça Renaud Muselier, nommé membre du gouvernement du 19 juillet 2002 au 19 juin 2007.

### Élections de 2007
| Candidat       | Candidat                      | Parti          | Premier tour | Premier tour | Second tour | Second tour |  |
| Candidat       | Candidat                      | Parti          | Voix         | %            | Voix        | %           |  |
| -------------- | ----------------------------- | -------------- | ------------ | ------------ | ----------- | ----------- |  |
|                | Renaud Muselier sortant réélu | UMP            | 13 999       | 45,7         | 15 098      | 53,32       |  |
|                | Antoine Rouzaud               | PRG            | 7 083        | 23,12        | 13 220      | 46,68       |  |
|                | Christophe Madrolle           | UDF–MoDem      | 2 222        | 7,25         |             |             |  |
|                | Gilda Mih                     | FN             | 2 000        | 6,53         |             |             |  |
|                | Jean-Marc Coppola             | PCF            | 1 619        | 5,28         |             |             |  |
|                | Sébastien Fournier            | LCR            | 1 315        | 4,29         |             |             |  |
|                | Michèle Rubirola              | Les Verts      | 1 001        | 3,27         |             |             |  |
|                | Jean Frizzi                   | LT-LNÉ         | 472          | 1,54         |             |             |  |
|                | Odile Grenet                  | MPF            | 245          | 0,8          |             |             |  |
|                | Nathalie Malhole              | LO             | 236          | 0,77         |             |             |  |
|                | Sophie Aime Blanc             | MNR            | 179          | 0,58         |             |             |  |
|                | Joël Boeuf                    | Divers         | 153          | 0,5          |             |             |  |
|                | Chantal Pinero                | Divers droite  | 111          | 0,36         |             |             |  |
|                | Arlette Cohen Penna           | Divers         | 0            | 0            |             |             |  |
|                |                               |                |              |              |             |             |  |
| Inscrits       | Inscrits                      | Inscrits       | 54 197       | 100,00       | 54 181      | 100,00      |  |
| Abstentions    | Abstentions                   | Abstentions    | 23 172       | 42,76        | 25 033      | 46,2        |  |
| Votants        | Votants                       | Votants        | 31 025       | 57,24        | 29 148      | 53,8        |  |
| Blancs et nuls | Blancs et nuls                | Blancs et nuls | 390          | 1,26         | 830         | 2,85        |  |
| Exprimés       | Exprimés                      | Exprimés       | 30 635       | 98,74        | 28 318      | 97,15       |  |

Le suppléant de Renaud Muselier était Bruno Gilles.

### Élections de 2012
| Candidat       | Candidat                    | Parti          | Premier tour | Premier tour | Second tour | Second tour |  |
| Candidat       | Candidat                    | Parti          | Voix         | %            | Voix        | %           |  |
| -------------- | --------------------------- | -------------- | ------------ | ------------ | ----------- | ----------- |  |
|                | Marie-Arlette Carlotti élue | PS             | 13 785       | 34,43        | 20 212      | 51,81       |  |
|                | Renaud Muselier sortant     | UMP            | 12 991       | 32,45        | 18 799      | 48,19       |  |
|                | Jean-Pierre Baumann         | RBM (FN)       | 6 512        | 16,27        |             |             |  |
|                | Frédéric Dutoit             | FG (PCF) (PG)  | 3 040        | 7,59         |             |             |  |
|                | Michèle Rubirola-Blanc      | EÉLV           | 1 368        | 3,42         |             |             |  |
|                | Hélène Coulomb              | CpF (MoDem)    | 657          | 1,64         |             |             |  |
|                | Chantal Sebag               | RS             | 394          | 0,98         |             |             |  |
|                | Mylène Gugliotta            | LT-LNÉ         | 222          | 0,55         |             |             |  |
|                | François Franceschi         | FR21           | 204          | 0,51         |             |             |  |
|                | Hubert Fayard               | CNIP (MPF)     | 188          | 0,47         |             |             |  |
|                | Ahmed Azouaou               | AÉI            | 144          | 0,36         |             |             |  |
|                | Michèle Alphonse            | DLR            | 139          | 0,35         |             |             |  |
|                | Richard Bonacase            | PDF            | 133          | 0,33         |             |             |  |
|                | Junie Ciccione              | NPA            | 131          | 0,33         |             |             |  |
|                | Corinne Raynaud             | POI            | 67           | 0,17         |             |             |  |
|                | Nathalie Malhole            | LO             | 57           | 0,14         |             |             |  |
|                | Frédéric Bœuf-Salor         | GÉ             | 0            | 0,00         |             |             |  |
|                |                             |                |              |              |             |             |  |
| Inscrits       | Inscrits                    | Inscrits       | 68 685       | 100,00       | 68 665      | 100,00      |  |
| Abstentions    | Abstentions                 | Abstentions    | 28 274       | 41,16        | 28 439      | 41,42       |  |
| Votants        | Votants                     | Votants        | 40 411       | 58,84        | 40 226      | 58,58       |  |
| Blancs et nuls | Blancs et nuls              | Blancs et nuls | 379          | 0,94         | 1 215       | 3,02        |  |
| Exprimés       | Exprimés                    | Exprimés       | 40 032       | 99,06        | 39 011      | 96,98       |  |

Le suppléant de Marie-Arlette Carlotti était Avi Assouly, journaliste sportif. Avi Assouly remplaça Marie-Arlette Carlotti, nommée membre du gouvernement, du 23 juillet 2012 au 2 mai 2014.

### Élections de 2017
|                                                                                    | |                           |                           |                          |                          |
|                                                                                    | | Premier tour 11 juin 2017 | Premier tour 11 juin 2017 | Second tour 18 juin 2017 | Second tour 18 juin 2017 |
|                                                                                    | |                           |                           |                          |                          |
|                                                                                    | | Nombre                    | % des inscrits            | Nombre                   | % des inscrits           |
| Inscrits                                                                           | Inscrits                                                                                                  | 69 062                    | 100,00                    | 69 055                   | 100,00                   |
| Abstentions                                                                        | Abstentions                                                                                               | 35 317                    | 51,14                     | 42 155                   | 61,05                    |
| Votants                                                                            | Votants                                                                                                   | 33 745                    | 48,86                     | 26 900                   | 38,95                    |
|                                                                                    | |                           | % des votants             |                          | % des votants            |
| Bulletins blancs                                                                   | Bulletins blancs                                                                                          | 467                       | 1,38                      | 1 889                    | 7,02                     |
| Bulletins nuls                                                                     | Bulletins nuls                                                                                            | 106                       | 0,31                      | 638                      | 2,37                     |
| Suffrages exprimés                                                                 | Suffrages exprimés                                                                                        | 33 172                    | 98,30                     | 24 373                   | 90,61                    |
|                                                                                    | |                           |                           |                          |                          |
| Candidat Étiquette politique (partis et alliances)                                 | Candidat Étiquette politique (partis et alliances)                                                        | Voix                      | % des exprimés            | Voix                     | % des exprimés           |
|                                                                                    | |                           |                           |                          |                          |
|                                                                                    | Cathy Racon-Bouzon La République en marche                                                                | 9 621                     | 29,00                     | 12 725                   | 52,21                    |
|                                                                                    | Hendrik Davi La France insoumise                                                                          | 6 296                     | 18,98                     | 11 648                   | 47,79                    |
|                                                                                    | Yves Moraine Les Républicains (Union des démocrates et indépendants)                                      | 6 253                     | 18,85                     |                          |                          |
|                                                                                    | Jean-François Luc Front national                                                                          | 4 764                     | 14,36                     |                          |                          |
|                                                                                    | Isabelle Pasquet Parti communiste français                                                                | 1 035                     | 3,12                      |                          |                          |
|                                                                                    | Christophe Madrolle Union des démocrates et des écologistes (UDE)                                         | 892                       | 2,69                      |                          |                          |
|                                                                                    | Daniel Vanetti Europe Écologie Les Verts                                                                  | 833                       | 2,51                      |                          |                          |
|                                                                                    | Maurice Di Nocera Divers droite (Union des démocrates et indépendants diss.)                              | 794                       | 2,39                      |                          |                          |
|                                                                                    | Yves Castanet Écologiste (Mouvement écologiste indépendant - Le Trèfle - Mouvement hommes animaux nature) | 556                       | 1,68                      |                          |                          |
|                                                                                    | Sébastien Desille Parti radical de gauche (Génération écologie)                                           | 447                       | 1,35                      |                          |                          |
|                                                                                    | Patrick Thévenin Divers droite (Mouvement démocrate)                                                      | 431                       | 1,30                      |                          |                          |
|                                                                                    | Mathilde Gouin Debout la France                                                                           | 366                       | 1,10                      |                          |                          |
|                                                                                    | Nathalie Malhole Lutte ouvrière                                                                           | 159                       | 0,48                      |                          |                          |
|                                                                                    | Sophie Gaspar Divers (Union populaire républicaine)                                                       | 157                       | 0,47                      |                          |                          |
|                                                                                    | Ahmed Azouaou Écologiste (Mouvement 100 %)                                                                | 156                       | 0,47                      |                          |                          |
|                                                                                    | Akim Mimoun Divers gauche (Mouvement des progressistes)                                                   | 143                       | 0,43                      |                          |                          |
|                                                                                    | Corinne Raynaud Extrême gauche (Parti ouvrier indépendant démocratique)                                   | 67                        | 0,20                      |                          |                          |
|                                                                                    | Anne Tomasi Régionaliste (Régions et peuples solidaires - Parti de la nation corse)                       | 56                        | 0,17                      |                          |                          |
|                                                                                    | Philippe Mourot Divers droite (La France qui ose)                                                         | 56                        | 0,17                      |                          |                          |
|                                                                                    | Grégory Slama Divers                                                                                      | 55                        | 0,17                      |                          |                          |
|                                                                                    | Victoire Bourgeat Divers (Allons enfants)                                                                 | 32                        | 0,10                      |                          |                          |
|                                                                                    | Jean-Claude Bélenguier Divers droite (Alliance royale)                                                    | 3                         | 0,01                      |                          |                          |
|                                                                                    | Pierre-Frédéric Zieba Divers                                                                              | 0                         | 0,00                      |                          |                          |
| Source : Ministère de l'Intérieur - Cinquième circonscription des Bouches-du-Rhône | |                           |                           |                          |                          |

Le suppléant de Cathy Racon-Bouzon était Yanis Roussel, docteur en biologie santé.

### Élections de 2022
Les élections législatives françaises de 2022 se déroulent les dimanches 12 et 19 juin 2022.
| Résultats des élections législatives des 12 et 19 juin 2022 de la 5e circonscription des Bouches-du-Rhône |                          |                          |                          |              |              |             |             |
| Candidat                                                                                                  | Candidat                 | Parti et coalition       | Nuance                   | Premier tour | Premier tour | Second tour | Second tour |
| Candidat                                                                                                  | Candidat                 | Parti et coalition       | Nuance                   | Voix         | %            | Voix        | %           |
| | Hendrik Davi             | LFI (NUPES)              | NUP                      | 13 496       | 40,30        | 17 295      | 56,64       |
| | Cathy Racon-Bouzon       | LREM (ENS)               | ENS                      | 7 841        | 23,41        | 13 240      | 43,36       |
| | Sandrine Lambert         | RN                       | RN                       | 5 131        | 15,32        |             |             |
| | Marine Manivet           | REC                      | REC                      | 2 159        | 6,45         |             |             |
| | Maryline Antoine         | LR (UDC)                 | LR                       | 1 346        | 4,02         |             |             |
| | Quentin Vincetti         | LT-LNÉ (TUPV)            | ECO                      | 758          | 2,26         |             |             |
| | Mourad Belaïd            |                          | DVC                      | 502          | 1,50         |             |             |
| | Marc De Bensason         | LP (UPF)                 | DSV                      | 397          | 1,19         |             |             |
| | Joséphine Russo          | AC (ÉMP)                 | DVC                      | 335          | 1,00         |             |             |
| | Céline Durand            | PA                       | ECO                      | 319          | 0,95         |             |             |
| | Djamel Didoune           | EAC                      | ECO                      | 245          | 0,73         |             |             |
| | Nathalie Malhole         | LO                       | DXG                      | 228          | 0,68         |             |             |
| | Christian Monferrini     |                          | ECO                      | 215          | 0,64         |             |             |
| | Mai Nguyên-Van           | POID                     | DXG                      | 161          | 0,48         |             |             |
| | Anne Chamayou            | Volt                     | DIV                      | 156          | 0,47         |             |             |
| | Vannina Paganini         |                          | DVD                      | 142          | 0,42         |             |             |
| | Georges Vinapon          | PN                       | DVG                      | 60           | 0,18         |             |             |
| Votes valides                                                                                             | Votes valides            | Votes valides            | Votes valides            | 33 491       | 98,40        | 30 535      | 93,34       |
| Votes blancs                                                                                              | Votes blancs             | Votes blancs             | Votes blancs             | 387          | 1,14         | 1 588       | 4,85        |
| Votes nuls                                                                                                | Votes nuls               | Votes nuls               | Votes nuls               | 157          | 0,46         | 591         | 1,81        |
| Total | Total                    | Total                    | Total                    | 34 035       | 100          | 32 714      | 100         |
| Abstention                                                                                                | Abstention               | Abstention               | Abstention               | 39 564       | 53,76        | 40 896      | 55,56       |
| Inscrits / participation                                                                                  | Inscrits / participation | Inscrits / participation | Inscrits / participation | 73 599       | 46,24        | 73 610      | 44,44       |

La suppléante d'Hendrik Davi était Pauline Tournier, éducatrice spécialisée.

### Élections de 2024
| Candidat                 | Candidat                 | Parti et coalition       | Nuance                   | Premier tour | Premier tour | Second tour | Second tour |
| Candidat                 | Candidat                 | Parti et coalition       | Nuance                   | Voix         | %            | Voix        | %           |
| ------------------------ | ------------------------ | ------------------------ | ------------------------ | ------------ | ------------ | ----------- | ----------- |
|                          | Franck Liquori           | RN                       | RN                       | 12 938       | 25,77        | 15 638      | 34,05       |
|                          | Hendrik Davi             | GES                      | DVG                      | 12 271       | 24,44        | 30 287      | 65,95       |
|                          | Allan Popelard           | LFI (NFP)                | UG                       | 11 706       | 23,32        | Retrait     | Retrait     |
|                          | Maxime Boudet            | RE (ENS)                 | ENS                      | 8 985        | 17,90        |             |             |
|                          | Ambroise Malinconi       | LR                       | LR                       | 2 576        | 5,13         |             |             |
|                          | Barthélémy Plez          | UDI - VD                 | ECO                      | 865          | 1,72         |             |             |
|                          | Marcel Blanc             | REC                      | REC                      | 598          | 1,19         |             |             |
|                          | Nathalie Malhole         | LO                       | EXG                      | 264          | 0,53         |             |             |
|                          | Pierre-Frédéric Zieba    | PC                       | DIV                      | 3            | 0,01         |             |             |
|                          | Pauline Papazian         | FaC (R&PS)               | REG                      | 0            | 0,00         |             |             |
|                          |                          |                          |                          |              |              |             |             |
| Suffrages exprimés       | Suffrages exprimés       | Suffrages exprimés       | Suffrages exprimés       | 50 206       | 98,49        | 45 925      | 93,53       |
| Votes blancs             | Votes blancs             | Votes blancs             | Votes blancs             | 472          | 0,93         | 2 543       | 5,18        |
| Votes nuls               | Votes nuls               | Votes nuls               | Votes nuls               | 297          | 0,58         | 634         | 1,29        |
| Total                    | Total                    | Total                    | Total                    | 50 975       | 100          | 49 102      | 100         |
| Abstention               | Abstention               | Abstention               | Abstention               | 24 486       | 32,45        | 26 389      | 34,96       |
| Inscrits / participation | Inscrits / participation | Inscrits / participation | Inscrits / participation | 75 461       | 67,55        | 75 491      | 65,04       |

La suppléante d'Hendrik Davi est Pauline Tournier, éducatrice spécialisée. Hendrik Davi rejoint après sa réélection le groupe écologiste et social au lieu du groupe La France Insoumise où il siégea de 2022 à 2024, LFI lui ayant retiré son soutien.